# Сухоной
Сухоной — село в Уярском районе Красноярского края, административный центр Сухонойского сельсовета. Выделено в 1989 году из Сушиновского сельсовета.

## География
Находится на юге района примерно на расстоянии 21 километр на юг-юго-запад от районного центра города Уяр.

## Климат
Климат резко континентальный. Среднемесячная температура воздуха июля составляет +19 °C, а самого холодного месяца — января −16 °C. Средняя продолжительность безморозного периода — 120 дней, с температурой +10 °C — 114 дней, средняя дата последнего заморозка — весной 22 июня, первого, осенью — 20 сентября. Продолжительность безморозного периода 95-116 дней. Годовая сумма осадков составляет до 430—680 см, причём большая часть их выпадает в тёплый период года.

## История
Село основано в 1897 году в качестве деревни переселенцами из Латвии. Название (Сухая Вода по-латышски) дано по местной речке, пересыхающей летом. Построена лютеранская церковь.

## Население
Постоянное население составляло 540 человек в 2002 году (81 % русские), 443 — в 2010.

## Инфраструктура
В селе расположены школа, фельдшерско-акушерский пункт, детсад, клуб.